# David Izatt
David Heron Izatt (* 1892 in Dunfermline, Schottland; † 1. Juli 1916 bei Ovillers-la-Boisselle, Frankreich) war ein schottischer Fußballspieler.

## Karriere und Leben

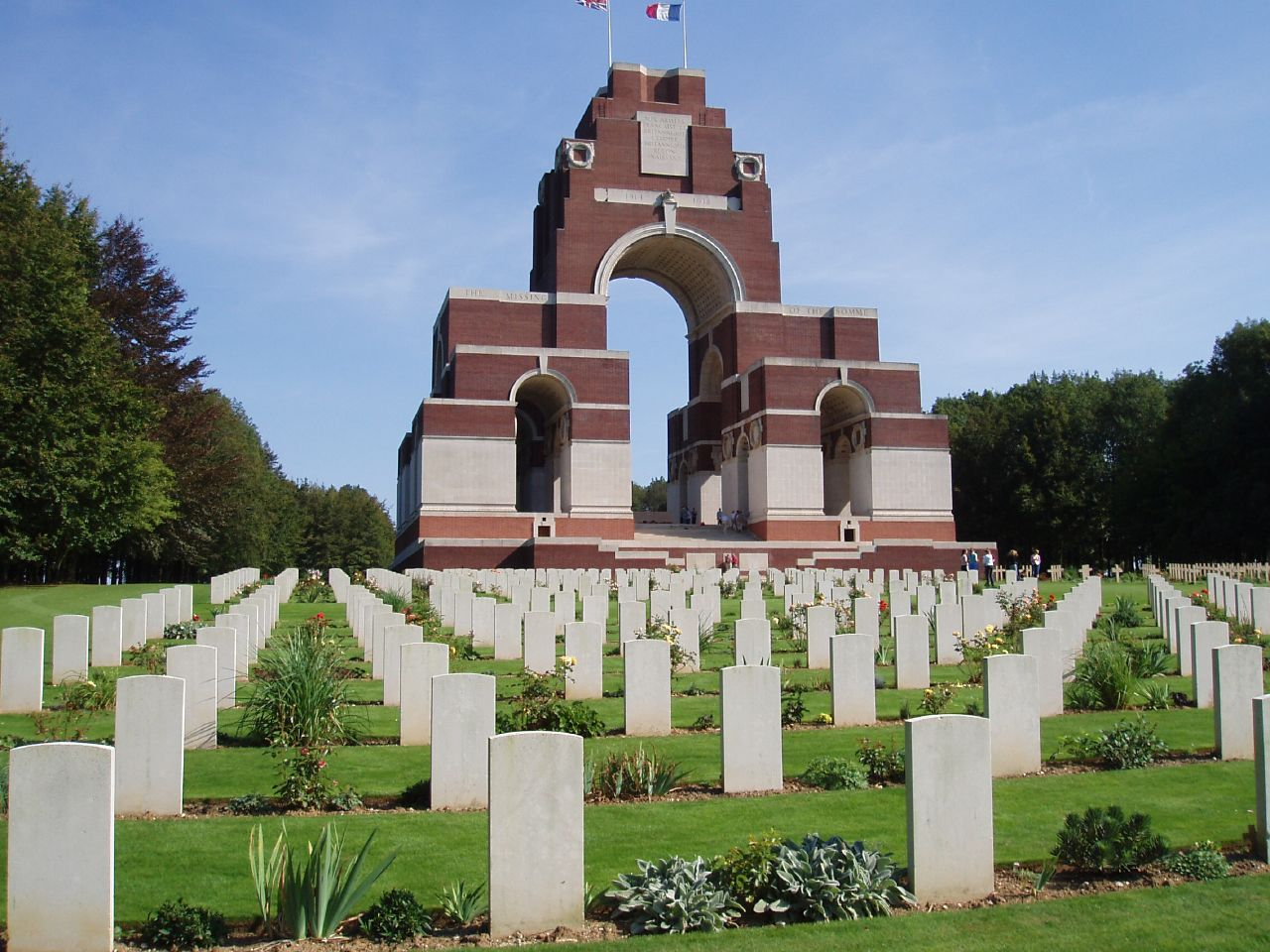
Soldatenfriedhof am Thiepval-Denkmal, letzte Ruhestätte von Izatt

David Izatt wurde als Sohn von William Izatt und seiner Ehefrau Margaret in Dunfermline geboren. Er arbeitete als Sanitärinstallateur und spielte daneben Fußball für Dunfermline Athletic. Izatt kam bis 1914 auf 62 Ligaspiele und sieben Tore für die „Pars“ in der Division Two.
Nach dem Ausbruch des Ersten Weltkriegs trat Izatt im August 1914 als Private den Royal Scots der British Army bei. Izatt wurde am ersten Tag bei der Schlacht an der Somme in der Nähe des Ortes Ovillers-la-Boisselle getötet. Seine letzte Ruhestätte fand er auf dem Soldatenfriedhof am Thiepval-Denkmal in Thiepval.